# Батакская резня
Батакская резня (болг. Баташко клане) — массовое убийство болгарского христианского населения совершенное в ходе подавления Апрельского восстания османскими нерегулярными войсками (башибузуками) в болгарском селе Батак Пловдивского санджака вилайета Эдирне в мае 1876 года. В результате резни, согласно оценкам, погибло от 3000 до 5000 мирных жителей, включая женщин и детей. Информация о трагедии была растиражирована в западной прессе (благодаря Юджину Скайлеру) и, в конце концов, стала одним из поводов начала русско-турецкой войны (1877—78), которая привела к созданию автономного Болгарского княжества в составе Османской империи. В истории Болгарии «батакская резня» стала одной из самых чёрных страниц.

## Предыстория
После исламизации региона Чепино в Родопских горах в XVII веке населённое православными болгарами село Батак оказалось в окружении сёл с преимущественно мусульманским населением. При этом в местной церкви Святой Недели богослужение велось на церковнославянском языке, а проповеди произносились на болгарском, что противоречило утвердившейся практике проведения богослужений в православных храмах на греческом языке. 
При подготовке восстания болгарским активистам села ставилась задача захватить склады в окрестных сёлах, обеспечить снабжение повстанцев, блокировать основные дороги, чтобы воспрепятствовать подвозу припасов для турецких войск. Кроме того, среди задач батакских повстанцев было удержание помаков соседних сёл Чепино и Корово, если они попытаются помешать восставшим. В случае поражения отрядов повстанцев в близлежащих районах их остатки должны были пробираться в Батак.

## Восстание в селе
После начала Апрельского восстания, 22 апреля (4 мая) 1876 года вооружённые бойцы из села во главе с Петром Горановым по сигналу церковного колокола заняли позиции «в четверти часа езды» от окраины села. 23 апреля (5 мая), в день Святого Георгия (болг. Гергьовден) в сельской церкви Святой Недели прошло богослужение, после которого сельские священники благословили восставших. К жителям Батака присоединились несколько болгар из окрестных сёл (Ракитово, Каменица и Пештера). На следующий день, 24 апреля (5 мая), к одному из постов, окружавших село, по поручению полицейского инспектора Ахмеда Аги из Барутина, прибыли двое турецких полицейских — Караджа Асан и Помак Мустафа. Ведшие от лица жителей села переговоры Стефан Трендафилов (Керелов) и Димитр Тенчев после их окончания застрелили турок. По словам Петра Горанова, 25 апреля (6 мая) состоялась вторая встреча с представителями турецких властей, которые привели с собой болгарских кметов соседних сёл Ракитово и  Каменица, которые сообщили восставшим, что у них нет никаких проблем с турецкой администрацией и они не собираются присоединяться к восставшим.
Вечером 29 апреля (10 мая) с наблюдательного поста, выставленного повстанцами на возвышенности Семералан, на дороге, идущей в Доспат, был обнаружен отряд башибузуков, идущий по направлению к селу.  Утром 30 апреля (11 мая) они заняли «Петрово бырдо», находящееся на расстоянии в четверть часа ходьбы от села. Вечером того же дня превосходящие силы башибузуков и помаков пошли в атаку на окружавшие село посты восставших. В ожесточенном бою им удалось нанести поражение повстанцам и выдавить их в село. Осознав неизбежность поражения, руководитель восстания Петр Горанов в ночь с 30 апреля (11 мая) на 1 (12) мая по оврагу вырвался из села, уведя с собой около 600—700 вооруженных повстанцев, женщин и детей.

## Отражение в болгарской культуре
События, произошедшие в селе, были отражены в стихотворении Ивана Вазова «Воспоминания о Батаке». Впоследствии на текст стихотворения болгарской группой «Епизод» была написана песня.

## Комментарии
1. 1 2 3  В настоящее время вошло в город Велинград.